# Conactia reclinata
Conactia reclinata là một loài ruồi trong họ Tachinidae.